# Lipurometriocnemus glabalus
Lipurometriocnemus glabalus är en tvåvingeart som beskrevs av Ole Anton Saether 1981. Lipurometriocnemus glabalus ingår i släktet Lipurometriocnemus och familjen fjädermyggor. Inga underarter finns listade i Catalogue of Life.